# Confédération argentine de handball
La Confédération argentine de handball, en espagnol Confederación Argentina de Handball (CAH), est l'organisation nationale chargée de gérer et de promouvoir la pratique du handball en Argentine. 
Le président est Lic Mario Mochia.
Le vice-président est Carlos Melillo.
Son siège social est situé à Buenos Aires.
La fédération s'occupe:
- Équipe d'Argentine masculine de handball
- Équipe d'Argentine féminine de handball
- Championnat d'Argentine masculin de handball
- Championnat d'Argentine féminin de handball

## Identité visuelle

Avant fin 2017
Actuellement